# Sputnik (tạp chí)

Biểu trưng của tờ Sputnik

Sputnik (tiếng Nga: Спутник) là tạp chí của Liên Xô do hãng thông tấn Novosti xuất bản từ năm 1967 đến năm 1991 bằng nhiều ngôn ngữ,  nhắm mục tiêu đến cả các quốc gia thuộc Khối Đông Âu và các nước phương Tây. Ấn phẩm này dự định là một tờ báo của Liên Xô tương đương với tờ Reader's Digest, chuyên đăng các bản tin được trích từ báo chí Liên Xô với kích thước và loại giấy tương tự. Ngoài ra, Novosti còn có thêm ấn bản tiếng Anh gọi là Sputnik Monthly Digest ra mắt cùng thời kỳ với Sputnik.
Dù đã bị chính phủ Liên Xô kiểm duyệt, Sputnik đôi lúc vẫn bị chính phủ các nước có mâu thuẫn với Điện Kremlin kiểm duyệt khi các biên tập viên của tạp chí này được thay thế bằng các biên tập viên thân Tư bản dưới thời kỳ glasnost, ví dụ điển hình nhất là Đông Đức vào tháng 11 năm 1988 và Cuba năm 1989.